# 49 Dywizja Piechoty (austro-węgierska)
49 Dywizja Piechoty (49. ITDiv.) – wielka jednostka piechoty cesarskiej i królewskiej Armii.

## Historia dywizji
W 1901 roku dotychczasowa 13 Dywizja Piechoty, stacjonująca w Wiedniu i wchodząca w skład 2 Korpusu, została przemianowana na 47 Dywizję Piechoty. Wchodzące w skład dywizji 25 i 26 Brygady Piechoty zostały przemianowane odpowiednio na 93 i 94 Brygadę Piechoty. Równocześnie dotychczasowa Dywizja Obrony Krajowej w Wiedniu została przemianowana na 13 Dywizję Piechoty Obrony Krajowej.
W 1909 roku 47 Dywizja Piechoty została przemianowana na 49 Dywizję Piechoty. Wchodzące w skład dywizji 93 i 94 Brygady Piechoty zostały przemianowane odpowiednio na 97 i 98 Brygadę Piechoty. Równocześnie w składzie 16 Korpusu została utworzona nowa 47 Dywizja Piechoty.
Organizacja pokojowa dywizji w 1909 roku:
- 97 Brygada Piechoty w Wiedniu,
  - Węgierski Pułk Piechoty Nr 51,
  - Węgierski Pułk Piechoty Nr 67,
- 98 Brygada Piechoty w Wiedniu,
  - Węgierski Pułk Piechoty Nr 19,
  - Węgierski Pułk Piechoty Nr 32,
  - Węgierski Pułk Piechoty Nr 101,
- Pułk Armat Polowych Nr 42[4].

W 1910 roku Węgierski Pułk Piechoty Nr 51 został przeniesiony do 35 Dywizji Piechoty, a Węgierski Pułk Piechoty Nr 101 do 17 Dywizji Piechoty. W skład 97 Brygady Piechoty został włączony Węgierski Pułk Piechoty Nr 82, a w skład 98 Brygady Piechoty wszedł Węgierski Pułk Piechoty Nr 37.
W 1912 roku Pułk Armat Polowych Nr 42 został przeniesiony z Wiednia do Steyr na terytorium 14 Korpusu i ponownie włączony w skład 14 Brygady Artylerii Polowej oraz podporządkowany pod względem taktycznym komendantowi 3 Dywizji Piechoty. W jego miejsce komendantowi dywizji podporządkowano Pułk Armat Polowych Nr 6 w Wiener Neustadt, który pod względem wyszkolenia podlegał komendantowi 2 Brygady Artylerii Polowej. Dokonano również mian w składzie 98 Brygady Piechoty. Komendantowi brygady podporządkowano Warażdyński Pułk Piechoty Nr 16 i Węgierski Pułk Piechoty Nr 39. W składzie 98 BP pozostał Węgierski Pułk Piechoty Nr 37, natomiast Węgierskie Pułki Piechoty Nr 19 i 32 zostały przeniesione do 28 Dywizji Piechoty.
Organizacja pokojowa dywizji w latach 1912–1914:
- 97 Brygada Piechoty w Wiedniu,
  - Pułk Piechoty Nr 67,
  - Pułk Piechoty Nr 82,
- 98 Brygada Piechoty w Wiedniu,
  - Pułk Piechoty Nr 16,
  - Pułk Piechoty Nr 37,
  - Pułk Piechoty Nr 39,
- Pułk Armat Polowych Nr 6[8].

W 1914 roku dywizja została rozformowana.
We wrześniu 1917 roku Dywizja Piechoty Pustertal (niem. Infanterie-Division Pustertal) pod komendą FML Franza von Steinharta została przemianowana na 49 Dywizję Piechoty. Dywizja ta funkcjonowała do listopada 1918 roku .

## Obsada personalna dywizji
Komendanci dywizji
- FML Ludwig Fischer-Colbrie (1901[1] – 1 XI 1903 → stan spoczynku[10])
- FML Karl von Pfiffer (1903 – 1905)
- FML Josef Weinrichter von Treuenbrunn (1905 – 1 XI 1907 → stan spoczynku[11])
- FML Arthur Sprecher von Bernegg(inne języki) (1907 – 1910 → komendant 5 Korpusu[12])
- FML Karl Křitek(inne języki) (1910[13] – VIII 1914 → komendant 26 Dywizji Piechoty Obrony Krajowej[9] )

Komendanci 97 (93) Brygady Piechoty
- GM Emil von Pott (1901[1] – 1902 → komendant 24 Dywizji Piechoty)
- GM Karl Jacobs von Kantstein (1902 – 1907 → generał przydzielony komendantowi Komenda 11 Korpusu)
- GM Leopold Schleyer (1907 – 1909 → komendant Brygady Wojsk Technicznych)
- płk SG / GM Eugen Hordliczka (1909 – †22 VI 1912[14])
- GM Alfred von Schenk(inne języki) (1912 – VIII 1914 → komendant 15 Dywizji Piechoty[9] )

Komendanci 98 (94) Brygady Piechoty
- GM Josef Weinrichter von Treuenbrunn (1901[1] – 1905 → komendant 47 Dywizji Piechoty)
- GM Franz von Wikullil (1905 – 1908 → komendant 6 Dywizji Piechoty)
- GM Josef Roth von Limanowa-Łapanów(inne języki) (1908 – 1910 → komendant Terezjańskiej Akademii Wojskowej[15])
- GM Paul Kestřanek (1910[13] – 1913)
- GM Robert von Langer (1913[8] – 1914 → komendant 49 Brygady Piechoty)
- GM Artur von Mecenseffy(inne języki) Artur von Mecenseffy (do 29 VII 1914 → szef sztabu 2 Armii)

Szefowie sztabu
- mjr SG Heinrich Mündel von Schartenburg (1901 – 1902 → Komenda 15 Korpusu)
- kpt. / mjr SG Theodor Konopitzky (później Konopicky) (1902 – 1903 → Biuro dla operacyjnych prac Sztabu Generalnego)
- kpt. / mjr SG Richard Müller (1903 – 1904 → Biuro dla operacyjnych prac Sztabu Generalnego)
- mjr / ppłk SG Leo Greiner (1904 – 1908 → komendant 1. batalionu 1 Tyrolskiego Pułku Strzelców Cesarskich)
- kpt. / mjr SG Karl Wittmann (1908 – 1910 → Komenda 10 Korpusu[16])
- mjr SG Karl Glöckner (1910 – 1913 → adiutant przyboczny inspektora armii FZM Ernsta von Leithnera[17])
- ppłk SG Viktor Kliemann (1913 – 1914[8])